# برونو سیسیلینیو
برونو سیسیلینیو مهاجم اهل برزیل است که در شهر ریودو ژانیرو و در تاریخ ۱۹ ژانویهٔ ۱۹۳۸ به دنیا آمده‌است.
برونو سیسیلینیو در تیم‌های فوتبال Botafogo BA سابقهٔ حضور دارد.